# Percy Montgomery

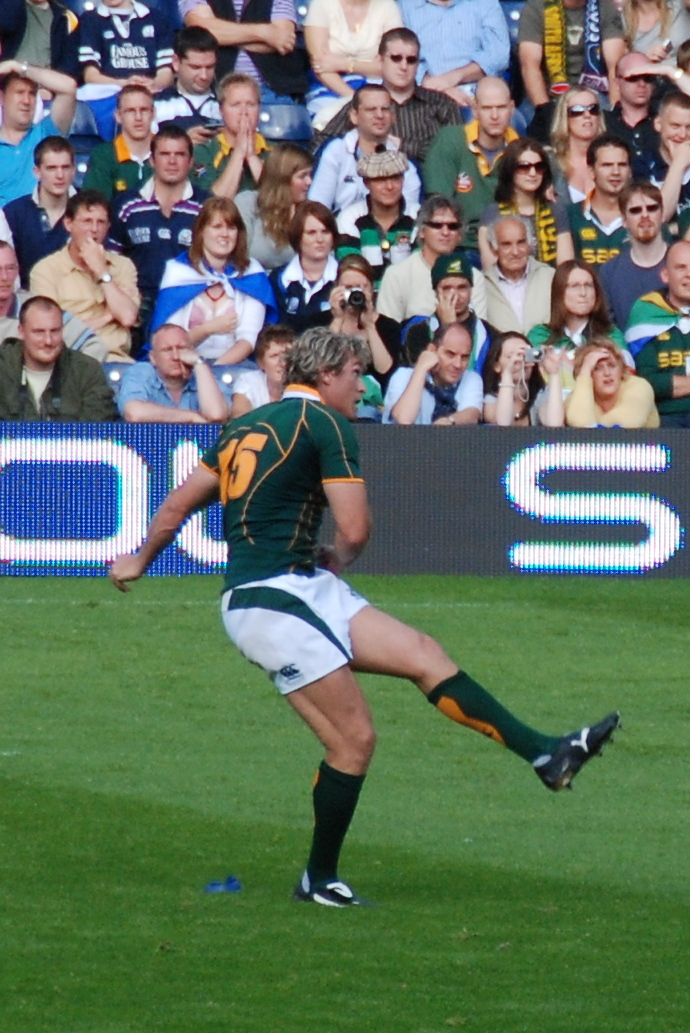
Percy Montgomery op Murryfield tegen Schotland

Percival Colin "Percy" Montgomery (Walvisbaai, 15 maart 1974) is een Zuid-Afrikaans rugbyspeler. 
Hij komt sinds 1997 uit voor het Zuid-Afrikaans rugbyteam, als fullback. Met 893 interlandpunten is hij topscorer bij de Springboks.
Zijn clubrugby speelt hij voor de Natal Sharks in Durban. Hij speelt als fullback en staat bekend vanwege zijn positiespel en drop-kicks/penalty’s. Vroeger kwam hij uit voor Western Province en the Stormers en een aantal jaren voor Newport RFC in Wales. In de tijd dat hij in het buitenland speelde werd hij niet voor de "Springbokken" geselecteerd, maar na een verandering in de regels in 2004 werd hij een vaste waarde in de nationale ploeg en speelde hij een belangrijke rol bij de terugkeer van Zuid-Afrika op het hoogste niveau.
Montgomery miste het WK 2003 wegens een schorsing, die hij opliep toen hij een lijnrechter tegen de grond werkte. 
Tijdens het WK 2007 speelde Montgomery een belangrijke rol. Met 105 punten werd hij topscorer van het toernooi. In de met 15-6 gewonnen finale tegen Engeland maakte hij 12 van de 15 punten. 
Montgomery beëindigde zijn carrière in mei 2009 en werd kickingcoach bij de Springboks.